# Dalton-in-Furness
Dalton-in-Furness är en stad i civil parish Dalton Town with Newton, i distriktet Westmorland and Furness, i grevskapet Cumbria, i England. Orten har 8 057 invånare (2001). Civil parish hade 10 316 invånare år 1961. Staden nämndes i Domedagsboken (Domesday Book) år 1086, och kallades då Daltune.